# Albumy numer jeden w roku 2016 (USA)

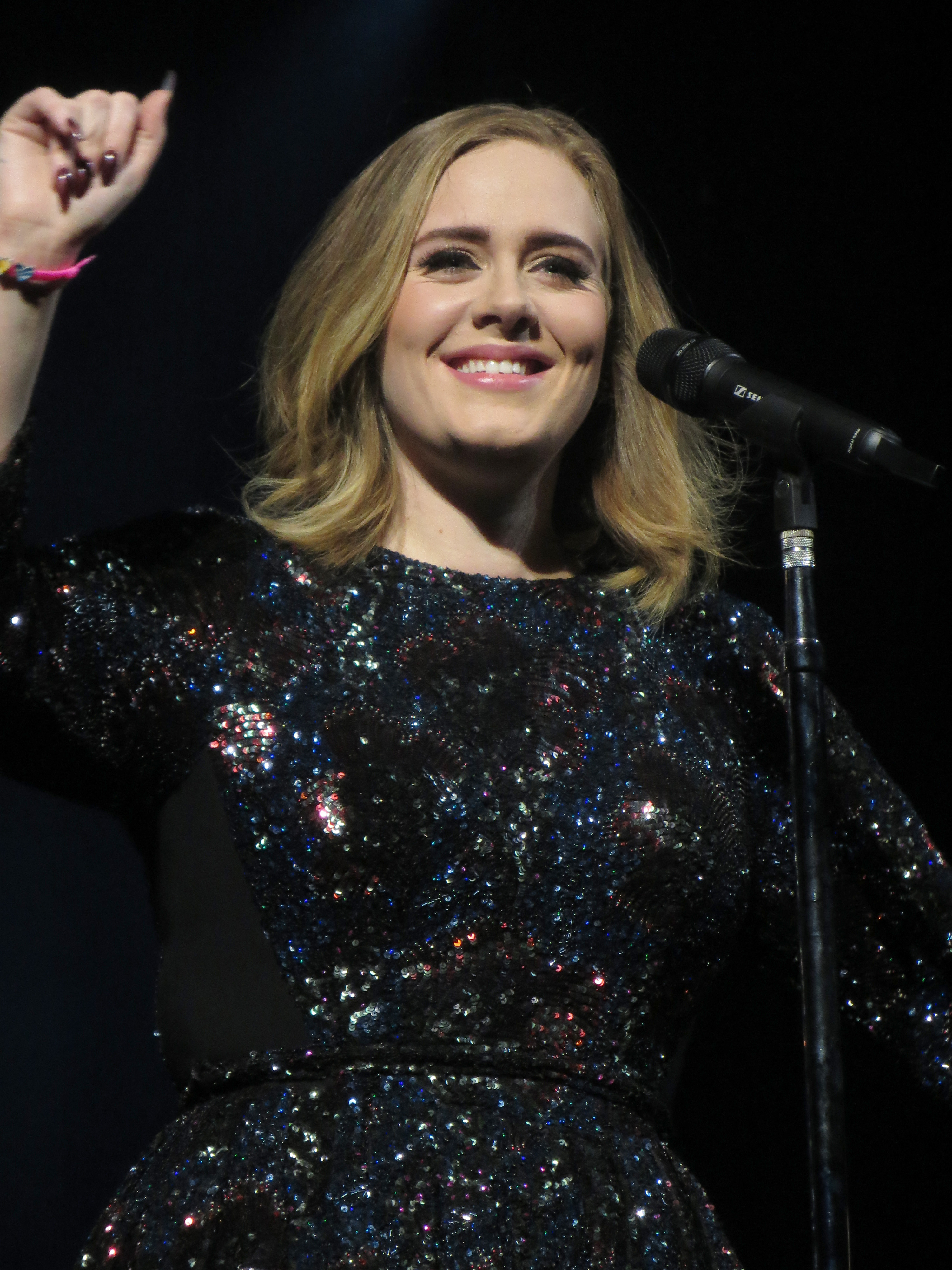
Adele w 2016 roku

Notowanie Billboard 200 przedstawia najlepiej sprzedające się albumy w Stanach Zjednoczonych. Publikowane jest ono przez tygodnik Billboard, a dane kompletowane są przez Nielsen SoundScan w oparciu o cotygodniowe wyniki sprzedaży cyfrowej oraz fizycznej albumów.

## Historia notowania
| Data publikacji | Album                                                                   | Artysta              | Źródło |
| --------------- | ----------------------------------------------------------------------- | -------------------- | ------ |
| 2 stycznia      | 25                                                                      | Adele                | [ 1 ]  |
| 9 stycznia      | 25                                                                      | Adele                | [ 2 ]  |
| 16 stycznia     | 25                                                                      | Adele                | [ 3 ]  |
| 23 stycznia     | 25                                                                      | Adele                | [ 4 ]  |
| 30 stycznia     | Blackstar                                                               | David Bowie          | [ 5 ]  |
| 6 lutego        | Death of a Bachelor                                                     | Panic! at the Disco  | [ 6 ]  |
| 13 lutego       | 25                                                                      | Adele                | [ 7 ]  |
| 20 lutego       | Anti                                                                    | Rihanna              | [ 8 ]  |
| 27 lutego       | Evol                                                                    | Future               | [ 9 ]  |
| 5 marca         | 25                                                                      | Adele                | [ 10 ] |
| 12 marca        | 25                                                                      | Adele                | [ 11 ] |
| 19 marca        | I Like It When You Sleep, for You Are So Beautiful Yet So Unaware of It | The 1975             | [ 12 ] |
| 26 marca        | Untitled Unmastered                                                     | Kendrick Lamar       | [ 13 ] |
| 2 kwietnia      | Anti                                                                    | Rihanna              | [ 14 ] |
| 9 kwietnia      | This Is What the Truth Feels Like                                       | Gwen Stefani         | [ 15 ] |
| 16 kwietnia     | Mind of Mine                                                            | Zayn                 | [ 16 ] |
| 23 kwietnia     | The Life of Pablo                                                       | Kanye West           | [ 17 ] |
| 30 kwietnia     | Cleopatra                                                               | The Lumineers        | [ 18 ] |
| 7 maja          | The Very Best of Prince                                                 | Prince               | [ 19 ] |
| 14 maja         | Lemonade                                                                | Beyoncé              | [ 20 ] |
| 21 maja         | Views                                                                   | Drake                | [ 21 ] |
| 28 maja         | Views                                                                   | Drake                | [ 22 ] |
| 4 czerwca       | Views                                                                   | Drake                | [ 23 ] |
| 11 czerwca      | Views                                                                   | Drake                | [ 24 ] |
| 18 czerwca      | Views                                                                   | Drake                | [ 25 ] |
| 25 czerwca      | Views                                                                   | Drake                | [ 26 ] |
| 2 lipca         | Views                                                                   | Drake                | [ 27 ] |
| 9 lipca         | Views                                                                   | Drake                | [ 28 ] |
| 16 lipca        | Views                                                                   | Drake                | [ 29 ] |
| 23 lipca        | California                                                              | Blink-182            | [ 30 ] |
| 30 lipca        | Views                                                                   | Drake                | [ 31 ] |
| 6 sierpnia      | Views                                                                   | Drake                | [ 32 ] |
| 13 sierpnia     | Views                                                                   | Drake                | [ 33 ] |
| 20 sierpnia     | Major Key                                                               | DJ Khaled            | [ 34 ] |
| 27 sierpnia     | Suicide Squad: The Album                                                | Soundtrack           | [ 35 ] |
| 3 września      | Suicide Squad: The Album                                                | Soundtrack           | [ 36 ] |
| 10 września     | Blonde                                                                  | Frank Ocean          | [ 37 ] |
| 17 września     | Encore: Movie Partners Sing Broadway                                    | Barbra Streisand     | [ 38 ] |
| 24 września     | Birds in the Trap Sing McKnight                                         | Travis Scott         | [ 39 ] |
| 1 października  | They Don’t Know                                                         | Jason Aldean         | [ 40 ] |
| 8 października  | Views                                                                   | Drake                | [ 41 ] |
| 15 października | Illuminate                                                              | Shawn Mendes         | [ 42 ] |
| 22 października | A Seat at the Table                                                     | Solange              | [ 43 ] |
| 29 października | Revolution Radio                                                        | Green Day            | [ 44 ] |
| 5 listopada     | Walls                                                                   | Kings of Leon        | [ 45 ] |
| 12 listopada    | Joanne                                                                  | Lady Gaga            | [ 46 ] |
| 19 listopada    | Trap or Die 3                                                           | Jeezy                | [ 47 ] |
| 26 listopada    | This House Is Not for Sale                                              | Bon Jovi             | [ 48 ] |
| 3 grudnia       | We Got It from Here... Thank You 4 Your Service                         | A Tribe Called Quest | [ 49 ] |
| 10 grudnia      | Hardwired...To Self-Destruct                                            | Metallica            | [ 50 ] |
| 17 grudnia      | Starboy                                                                 | The Weeknd           | [ 51 ] |
| 24 grudnia      | The Hamilton Mixtape                                                    | Różni wykonawcy      | [ 52 ] |
| 31 grudnia      | 4 Your Eyez Only                                                        | J. Cole              | [ 53 ] |